# География Сальвадора

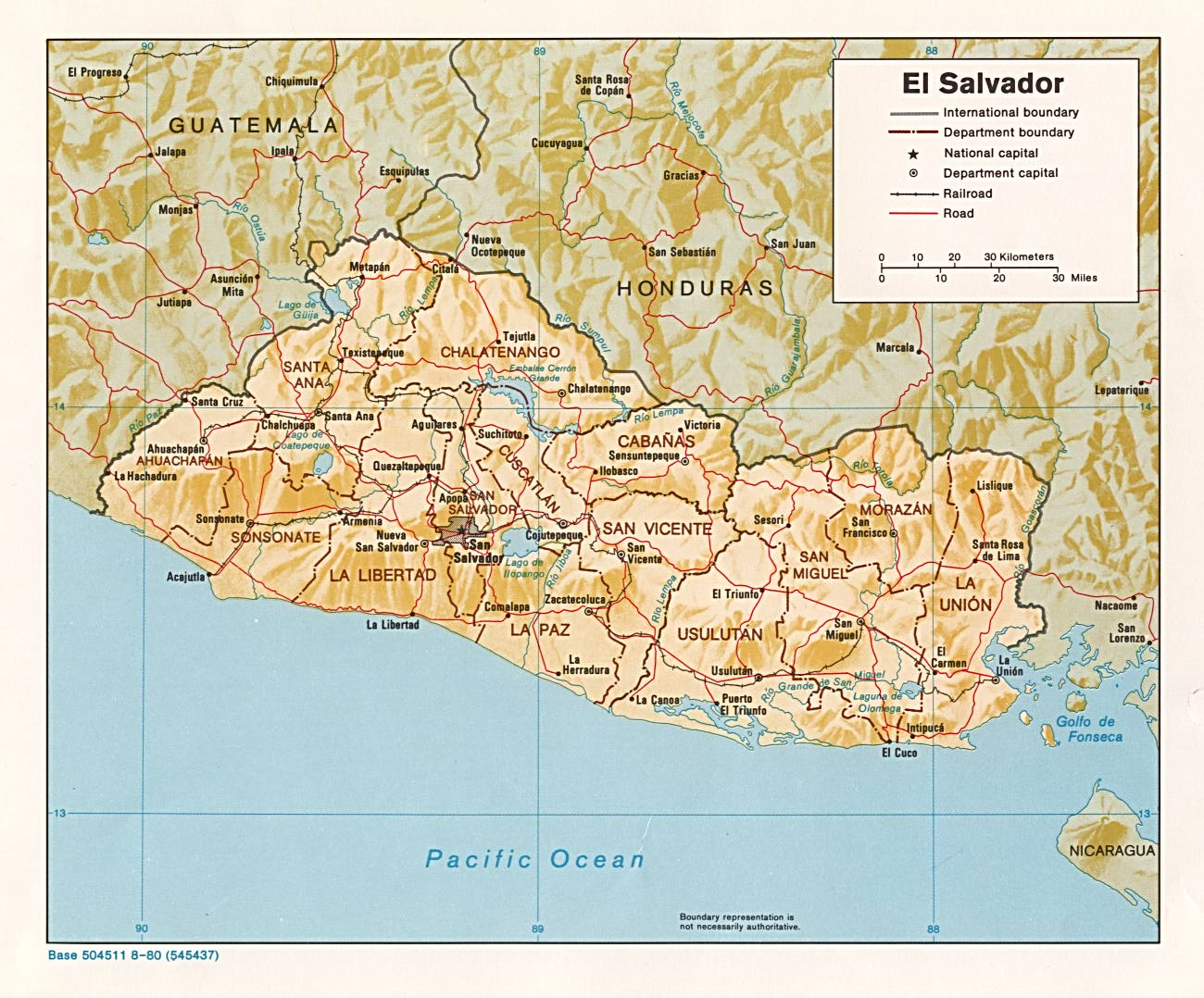
Карта Сальвадора

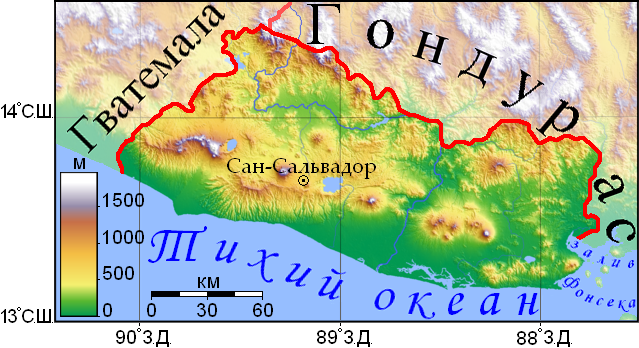
Рельеф Сальвадора

Сальвадор — государство, расположенное в Центральной Америке.
Общая площадь территории — 21 040 км². Общая протяженность границы — 545 км, протяжённость границ с Гватемалой — 203 км, Гондурасом — 342 км. Береговая линия — 307 км. Самая высокая точка страны — г. Эль-Питаль (Cerro El Pital) 2730 м.
Основная часть его территории представляет собой вулканическое нагорье, высотой 600—700 м над уровнем моря. Над нагорьем вздымаются две параллельные цепи вулканов. Северная, более низкая, состоит из потухших вулканов; южная — из действующих. Самый высокий из них — Санта-Ана (на западе страны) достигает высоты 2381 м. Почти непрерывно действующий с XVIII века вулкан Исалько (1885 м) называют «маяком Сальвадора» — по ночам зарево над ним видно с кораблей, проходящих далеко в океане. Частые извержения вулканов, землетрясения и ураганы причиняют немалый ущерб населению. Так, в мае 2005 года ураган Адриан оставил без крова более 14 тысяч сальвадорцев.
Горный остов страны круто обрывается на юг к протянувшейся вдоль тихоокеанского побережья полосе низменности шириной 10—30 км. К северу от нагорья почти параллельно побережью лежит глубокая (350—450 м) тектоническая впадина — долина реки Лемпы. После поворота Лемпы на юг эта впадина, постепенно понижаясь, продолжается дальше на юго-восток к заливу Фонсека.
Поверхность нагорья покрыта мощным слоем вулканического пепла и лавы, на которых образовалась пористая, обладающая высоким плодородием почва. На ней произрастают тропические культуры и культуры, завезённые из Европы.
Сальвадор расположен в тропическом поясе, однако благодаря значительной высоте его нагорье находится в пределах умеренной зоны. Год делится на два сезона: сухой (ноябрь-апрель) и дождливый (май-октябрь). Средняя месячная температура 22—25 °С; на низменности — на 2—3 °C выше, в горах — на 3—5 °C ниже. На нагорье проживает три четверти населения страны, расположены столица и другие крупные города.